# Microsoft Dynamics
Microsoft Dynamics je řada obchodního softwaru od společnosti Microsoft. Dříve byla známá pod kódovým jménem Project Green. Nahrazuje předchozí rodiny produktů Microsoft Business Solutions. 
Microsoft Dynamics zahrnuje následující software: 
- CRM – Řízení vztahů se zákazníky
  - Microsoft Dynamics CRM
  - Microsoft Dynamics CRM Hosting
- Enterprise resource planning
  - Microsoft Dynamics AX (dříve Axapta)
  - Microsoft Dynamics GP (dříve Great Plains Software)
  - Microsoft Dynamics NAV (dříve Navision)
  - Microsoft Dynamics SL (dříve Solomon IV)
- Retail management
  - Microsoft Retail Management System (dříve QuickSell)